# Liste des accidents mortels en Formule 1

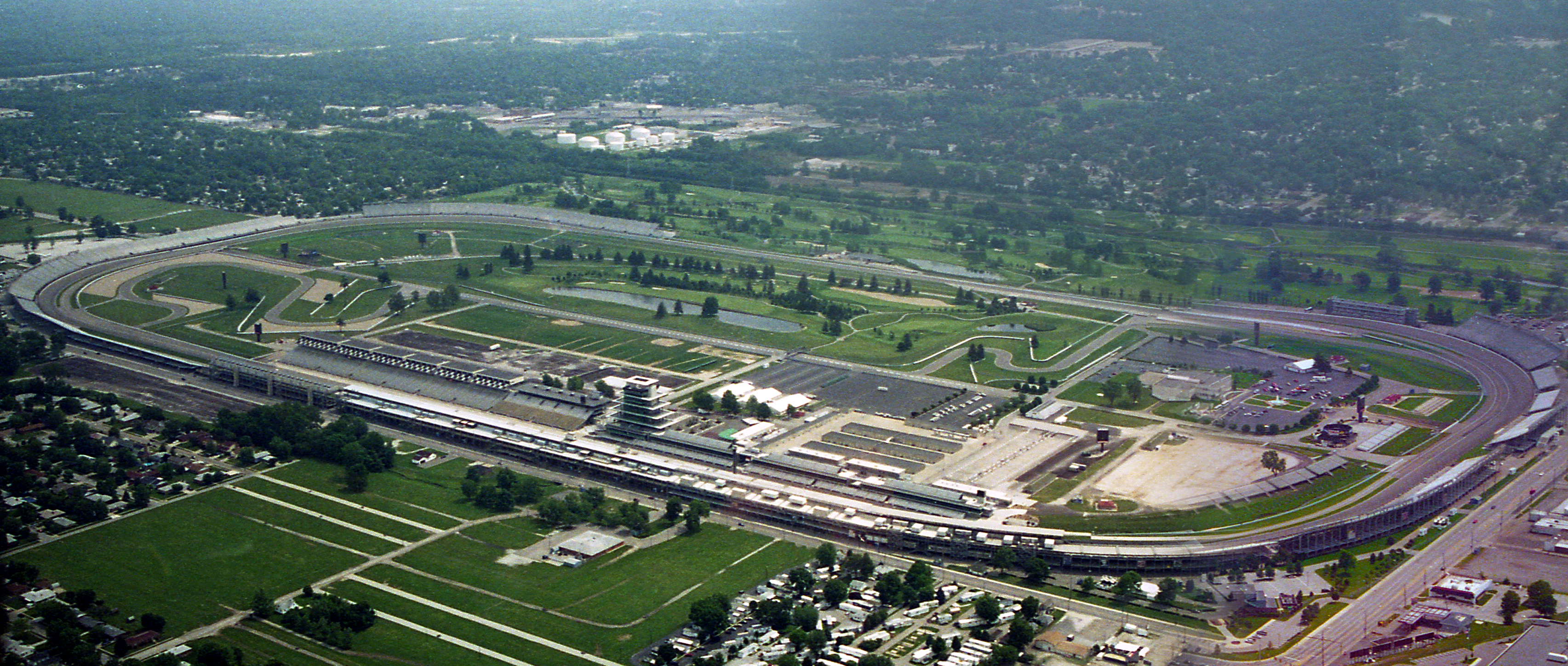
L'Indianapolis Motor Speedway, le circuit le plus meurtrier de l'Histoire de la Formule 1.

Cette page dresse la liste des accidents mortels subis par des pilotes automobiles lors de compétitions de Formule 1. 
Sont pris en compte les décès :
- lors d'une épreuve comptant pour le championnat du monde des conducteurs créé en 1950 (qui inclut les 500 miles d'Indianapolis de 1950 à 1960) ;
- lors d'épreuves de Formule 1 disputées hors du championnat du monde ;
- lors de séances d'essais de Formule 1 officielles ou privées ;
- lors de séances de qualification de Formule 1 ;
- survenus hors circuit (à l'hôpital ou après une période de coma) mais directement imputables à un accident en Formule 1.

Quarante-quatre pilotes de Formule 1 sont morts à cause d'accidents. Vingt-quatre pendant un weekend de Formule 1 (dix-sept en course, huit pendant les essais ou qualification), huit pendant les 500 miles d'Indianapolis, neuf en essais privés et trois pendant une course de Formule 1 ne comptant pas pour le championnat du monde.
Quinze d'entre eux sont morts dans les années 1950, douze dans les années 1960, dix dans les années 1970, quatre dans les années 1980, deux dans les années 1990, aucun dans les années 2000, un dans les années 2010. Les pilotes originaires des États-Unis ont eu le plus grand nombre d'accidents mortels, avec onze morts. 
Jochen Rindt a remporté le titre de champion du monde 1970 à titre posthume.

## Par saison
- Événements qui ne faisaient pas partie du championnat du monde de Formule 1

| Pilote                  | Date de l'accident | Course                      | Circuit                      | Voiture      | Circonstance               |
| ----------------------- | ------------------ | --------------------------- | ---------------------------- | ------------ | -------------------------- |
| Cameron Earl (en)       | 18 juin 1952       | Essais privés               | MIRA Ldt                     | ERA          | Essais privés              |
| Chet Miller             | 15 mai 1953        | 500 miles d'Indianapolis    | Indianapolis Motor Speedway  | Kurtis Kraft | Essais                     |
| Carl Scarborough        | 30 mai 1953        | 500 miles d'Indianapolis    | Indianapolis Motor Speedway  | Kurtis Kraft | Course                     |
| Charles de Tornaco      | 18 septembre 1953  | Grand Prix de Modène        | Modène (en)                  | Ferrari      | Essais                     |
| Onofre Marimón          | 31 juillet 1954    | Grand Prix d'Allemagne      | Nürburgring                  | Maserati     | Essais officiels           |
| Mario Alborghetti       | 11 avril 1955      | Grand Prix de Pau           | Circuit de Pau-Ville         | Maserati     | Course                     |
| Manuel Ayulo            | 16 mai 1955        | 500 miles d'Indianapolis    | Indianapolis Motor Speedway  | Kuzma        | Essais officiels           |
| Bill Vukovich           | 30 mai 1955        | 500 miles d'Indianapolis    | Indianapolis Motor Speedway  | Kurtis Kraft | Course                     |
| Eugenio Castellotti     | 14 mars 1957       | Essais privés               | Modène                       | Ferrari      | Essais privés              |
| Keith Andrews           | 15 mai 1957        | 500 miles d'Indianapolis    | Indianapolis Motor Speedway  | Kurtis Kraft | Essais officiels           |
| Pat O'Connor            | 30 mai 1958        | 500 miles d'Indianapolis    | Indianapolis Motor Speedway  | Kurtis Kraft | Course                     |
| Luigi Musso             | 6 juillet 1958     | Grand Prix de France        | Reims-Gueux                  | Ferrari      | Course                     |
| Peter Collins           | 3 août 1958        | Grand Prix d'Allemagne      | Nürburgring                  | Ferrari      | Course                     |
| Stuart Lewis-Evans      | 19 septembre 1958  | Grand Prix du Maroc         | Circuit d'Ain-Diab           | Vanwall      | Course                     |
| Jerry Unser             | 17 mai 1959        | 500 miles d'Indianapolis    | Indianapolis Motor Speedway  | Kurtis Kraft | Essais                     |
| Bob Cortner (en)        | 19 mai 1959        | 500 miles d'Indianapolis    | Indianapolis Motor Speedway  | Cornis       | Essais                     |
| Harry Schell            | 13 mai 1960        | BRDC International Trophy   | Silverstone                  | Cooper       | Qualifications             |
| Chris Bristow           | 19 juin 1960       | Grand Prix de Belgique      | Spa-Francorchamps            | Cooper       | Course                     |
| Alan Stacey             | 19 juin 1960       | Grand Prix de Belgique      | Spa-Francorchamps            | Lotus        | Course                     |
| Shane Summers (en)      | 1er juin 1961      | Silver City Trophy (en)     | Brands Hatch                 | Cooper       | Essais officiels           |
| Giulio Cabianca         | 17 juin 1961       | Essais privés               | Modène                       | Cooper       | Essai privés               |
| Wolfgang von Trips      | 10 septembre 1961  | Grand Prix d'Italie         | Monza                        | Ferrari      | Course                     |
| Ricardo Rodriguez       | 1er novembre 1962  | Grand Prix du Mexique       | Autódromo Hermanos Rodríguez | Lotus        | Essais                     |
| Gary Hocking            | 21 décembre 1962   | Grand Prix du Natal (en)    | Circuit de Westmead          | Lotus        | Essais                     |
| Carel Godin de Beaufort | 2 août 1964        | Grand Prix d'Allemagne      | Nürburgring                  | Porsche      | Essais                     |
| John Taylor             | 7 août 1966        | Grand Prix d'Allemagne      | Nürburgring                  | Brabham      | Course                     |
| Lorenzo Bandini         | 7 mai 1967         | Grand Prix de Monaco        | Monaco                       | Ferrari      | Course                     |
| Bob Anderson            | 14 août 1967       | Essais privés               | Silverstone                  | Brabham      | Essais privés              |
| Jo Schlesser            | 7 juillet 1968     | Grand Prix de France        | Rouen-les-Essarts            | Honda        | Course                     |
| Gerhard Mitter          | 2 août 1969        | Grand Prix d'Allemagne      | Nürburgring                  | BMW          | Essais                     |
| Piers Courage           | 21 juin 1970       | Grand Prix des Pays-Bas     | Circuit de Zandvoort         | De Tomaso    | Course                     |
| Jochen Rindt            | 5 septembre 1970   | Grand Prix d'Italie         | Monza                        | Lotus        | Qualifications             |
| Jo Siffert              | 24 octobre 1971    | Victory Race (en)           | Brands Hatch                 | BRM          | Course                     |
| Roger Williamson        | 29 juillet 1973    | Grand Prix des Pays-Bas     | Circuit de Zandvoort         | March        | Course                     |
| François Cevert         | 6 octobre 1973     | Grand Prix des États-Unis   | Watkins Glen International   | Tyrrell      | Qualifications             |
| Peter Revson            | 22 mars 1974       | Grand Prix d'Afrique du Sud | Circuit du Kyalami           | Shadow       | Pré-course / Essais privés |
| Helmuth Koinigg         | 6 octobre 1974     | Grand Prix des États-Unis   | Watkins Glen International   | Surtees      | Course                     |
| Mark Donohue            | 19 août 1975       | Grand Prix d'Autriche       | Österreichring               | Penske       | Essais                     |
| Tom Pryce               | 5 mars 1977        | Grand Prix d'Afrique du Sud | Circuit du Kyalami           | Shadow       | Course                     |
| Ronnie Peterson         | 11 septembre 1978  | Grand Prix d'Italie         | Monza                        | Lotus        | Course                     |
| Patrick Depailler       | 1er août 1980      | Essais privés               | Circuit d'Hockenheim         | Alfa Romeo   | Essais privés              |
| Gilles Villeneuve       | 8 mai 1982         | Grand Prix de Belgique      | Circuit de Zolder            | Ferrari      | Qualifications             |
| Riccardo Paletti        | 13 juin 1982       | Grand Prix du Canada        | Circuit Gilles-Villeneuve    | Osella       | Course                     |
| Elio De Angelis         | 15 mai 1986        | Essais privés               | Circuit Paul-Ricard          | Brabham      | Essais privés              |
| Roland Ratzenberger     | 30 avril 1994      | Grand Prix de Saint-Marin   | Imola                        | Simtek       | Qualifications             |
| Ayrton Senna            | 1er mai 1994       | Grand Prix de Saint-Marin   | Imola                        | Williams     | Course                     |
| Jules Bianchi           | 5 octobre 2014     | Grand Prix du Japon         | Suzuka                       | Marussia     | Course                     |

## Par circuit
| Classement | Pays et Circuit                         | Accidents mortels | Accidents mortels | Accidents mortels |
| Classement | Pays et Circuit                         | Total             | Premier           | Dernier           |
| ---------- | --------------------------------------- | ----------------- | ----------------- | ----------------- |
| 1          | États-Unis, Indianapolis Motor Speedway | 8                 | 1953              | 1959              |
| 2          | Allemagne, Nürburgring                  | 5                 | 1954              | 1969              |
| 3          | Italie, Autodromo nazionale di Monza    | 4                 | 1955              | 1978              |
| 4          | Italie, Aerautodromo di Modena (en)     | 3                 | 1953              | 1961              |
| 5          | Belgique, circuit de Spa-Francorchamps  | 2                 | 1960              | 1960              |
| 5          | Royaume-Uni, circuit de Silverstone     | 2                 | 1960              | 1967              |
| 5          | Pays-Bas, circuit de Zandvoort          | 2                 | 1970              | 1973              |
| 5          | États-Unis, Watkins Glen International  | 2                 | 1973              | 1974              |
| 5          | Afrique du Sud, circuit du Kyalami      | 2                 | 1974              | 1977              |
| 5          | Italie, Autodromo Enzo e Dino Ferrari   | 2                 | 1994              | 1994              |
| 12         | France, circuit de Reims-Gueux          | 1                 | 1958              | 1958              |
| 12         | Maroc, circuit d'Ain-Diab               | 1                 | 1958              | 1958              |
| 12         | Mexique, Autódromo Hermanos Rodríguez   | 1                 | 1962              | 1962              |
| 12         | Monaco, circuit de Monaco               | 1                 | 1967              | 1967              |
| 12         | France, circuit de Rouen-les-Essarts    | 1                 | 1968              | 1968              |
| 12         | Royaume-Uni, circuit de Brands Hatch    | 1                 | 1971              | 1971              |
| 12         | Autriche, Österreichring                | 1                 | 1975              | 1975              |
| 12         | Allemagne, circuit d'Hockenheim         | 1                 | 1980              | 1980              |
| 12         | Belgique, circuit de Zolder             | 1                 | 1982              | 1982              |
| 12         | Canada, circuit Gilles-Villeneuve       | 1                 | 1982              | 1982              |
| 12         | France, circuit Paul-Ricard             | 1                 | 1986              | 1986              |
| 12         | Japon, circuit de Suzuka                | 1                 | 2014              | 2014              |